# タナ・メラ駅 (マレー鉄道)
タナ・メラ駅（タナ・メラえき、マレー語:Stesen kereta api Tanah Merah）は、マレーシアのクランタン州タナ・メラにある、マレー鉄道イースト・コースト線の駅である。

## 概要
国道129号線沿いに駅がある。
KTMインターシティの全列車が停車する。

## 歴史
1914年5月4日に、マレー鉄道イースト・コースト線の北側からの最初の工事区間であるタナ・メラ - トゥンパ間が完成し、これに伴い当駅は終着駅として開業した。10年後の1924年7月21日に、クライ駅まで延長された事により中間駅となった。
- 1914年5月4日 - 駅開業（タナ・メラ～トゥンパ間の開業にともなう。）
- 1924年7月21日 - クライ～タナ・メラ間開業。

## 駅構造
単式ホーム1面1線をもつ地上駅である。駅舎は東側にありホームに面している。西側に行違線があり、列車交換をすることができる。他に側線が1本ある。